# 藐視法庭
藐視法庭是普通法地區常見罪行，一般用作保護法庭的莊嚴，惟藐視法庭的內容並無詳細界定，部分原則常與知情權及言論自由相違背。民權意識提高下，多個普通法國家近代已廢除該罪名，或寬鬆處理有關罪行。早年除了有藐視法庭罪行外，亦曾有藐視議會罪。

## 內容
若一項舉動或表述，極有可能嚴重妨礙司法公正，足可構成藐視法庭。藐視法庭條款適用於所有行使司法權的法庭，當中包括裁判法院以至終審法院。在法庭上錄音、漠視法庭傳票、在法庭上喧鬧，均有機會構成該罪行。　
根據香港電台發放給製作人的指引，一般而言，案件審訊期間，才會有藐視法庭的危險。大部分刑事案件，審訊期是指由拘捕疑犯或發出傳票時開始，而大部分民事案件就由已排期聆訊開始計算，直至案件完成裁決為止。
常見罪行如下：
- 播出圖像或評論，可影響到涉及審訊的人士（證人、法官、陪審員、律師和控辯雙方等等）。例如，在審訊活躍期內播出可能在案中提及的證供詳細內容，便有藐視法庭的危險。
- 播出可令控辯兩方其中一方改變應訊策略的資料。
- 在審訊完結之前播出與證人的訪問。
- 與證人們有所洽商（例如做訪問，或商議是否可能做訪問）以至可能影響或被認為可能影響他們的證供。
- 與一宗案件的陪審員談及該案。無論案件聆訊前或聆訊中的任何時間，也不應這樣做，不論有關的報導是否有真正播出過。在案件審理完畢後是可以訪問陪審員的，但對於陪審員與訪問者而言，如他們討論陪審團在會議室的退庭商議內容（諸如作出的表述，發表的意見，提出的論據或表決的結果），就會涉及嚴重罪行，無論有關言論播出與否都屬違法。
- 報導曾被法官下令禁止報導的資料（如披露已用代號代稱之受害人姓名，參見2006年字母先生小姐事件及陳學殷案）。
- 揣測案件的審訊結果。
- 評論行將重審的案件。
- 報導關於法庭的一般性質資料，足以損害人們對法庭公正審理某宗案件的信心。
- 覆述陪審團退席期間法庭內的陳詞。

被控藐視法庭時，被告未必能以公共利益作為抗辯理由。法官可對輕微或非蓄意的藐視法庭行為不予追究，也可為抗拒第三者試圖以藐視法庭規條來阻止播出關乎正當公共利益的資料，而不予追究。法官亦有權下令延緩報道一宗案件的全部審訊過程或某些細節。

## 演變
除了藐視法庭罪行外，批評法院審訊亦可能觸犯「惡意中傷」（scurrilous attack）罪行。現時全球普通法地區的「惡意中傷法庭罪」定義各不同。美國公民受憲法第一修正案保障，不接受惡意中傷法庭（Bridges v. California）；加拿大須證明該番中傷足以令「多數人」失去司法信心，才可予以檢控。英國仍保留該罪行，但自第二次世界大戰後絕少提出檢控。澳洲及紐西蘭的定義最為嚴格，只要令「部分人」失去司法信心，即可檢控。同樣採用普通法的香港，現時亦是採用澳紐的定義。
隨著民權意識提升，近年各國家及地區藐視法庭罪亦有鬆綁跡象。1951年，華仁書院校報Echo曾批評殖民地法官質素，其編輯譚壽文神父被裁定藐視法庭罪名成立，判4日內交罰款200元，否則入獄7天。最後，華仁書院開會後拒交罰款，但在限期前，有神秘人自掏腰包交了罰款。
然而，2005年6月，香港市民黃傑強公然將法庭錄音在網上公開，這一般視為典型的藐視行為，但香港司法並未採取任何行動。　

## 知的權利
在普通法地區，藐視法庭罪與藐視議會罪一脈相承，過去若報導任何法庭或議會內容，即屬藐視法庭或議會，但18世紀英國記者约翰·威尔克斯批評政府時，曾披露議會內容，被裁定「藐視議會」罪成，但英國下議院採取行動時，引發暴動，政府最終只得修改法例。在20世紀，英國為了電視可否直播開會情況，爭辯20年，1989年底才批准直播，香港隨後跟進。美國部分法院現今亦陸續容許電視直接轉播法庭審訊的過程。

## 类似罪名
中国大陆法律有“扰乱法庭秩序罪”这一罪名。《中华人民共和国刑法》第309条规定：
- 有下列扰乱法庭秩序情形之一的，处三年以下有期徒刑、拘役、管制或者罚金：

1. 聚众哄闹、冲击法庭的；
2. 殴打司法工作人员或者诉讼参与人的；
3. 侮辱、诽谤、威胁司法工作人员或者诉讼参与人，不听法庭制止，严重扰乱法庭秩序的；
4. 有毁坏法庭设施，抢夺、损毁诉讼文书、证据等扰乱法庭秩序行为，情节严重的。